# İnönü
İnönü là một huyện thuộc tỉnh Eskişehir, Thổ Nhĩ Kỳ. Huyện có diện tích 341 km² và dân số thời điểm năm 2007 là 7583 người, mật độ 22 người/km².